# Amin Ghasemipour
Amin Ghasemi Ghasemipour (* 21. September 1985 in Rudbar) ist ein iranischer Boxer.

## Karriere
Amin Ghasemipour scheiterte bei den Weltmeisterschaften 2011 in Baku im ersten Kampf gegen Errol Spence. Mit dem dritten Platz bei der asiatischen Olympiaausscheidung 2012 in Astana, hatte er sich für die Olympischen Spiele 2012 in London qualifiziert. Dort schied er jedoch im ersten Kampf gegen Gabriel Maestre aus. Zudem ist er Achtelfinalist der Asienmeisterschaften 2013 sowie Viertelfinalist der Asienspiele 2014 und der Asienmeisterschaften 2015.
Seit 2015 startet er bei der APB-Serie der AIBA, bei der sich auch Profiboxer für Olympische Spiele qualifizieren können. Er erzielte bisher einen Sieg (Dimitrios Tsagkrakos) und zwei Niederlagen (Araik Marutjan, Eimantas Stanionis).